# Приозерна вулиця (Київ, Оболонський район)
Приозе́рна ву́лиця — вулиця в Оболонському районі міста Києва, житловий масив Оболонь. Пролягає від проспекту Володимира Івасюка до вулиці Йорданської.

## Історія
Вулиця виникла на початку 1980-х років. Сучасну назву офіційно затверджено у 1982 році, від озера Вербне, набережною якого фактично є ця вулиця.